# Rodriguezia (Orchidaceae)
Rodriguezia là một chi của Họ Lan. Chi gồm 49 loài được biết đến, có nguồn gốc ở khu vực nhiệt đới châu Mỹ từ miền nam Mexico và nam quần đảo Windward đến Argentina, với nhiều loài đặc hữu cho Brazil.

## Danh mục các loài
Loài được chấp nhận từ tháng 6 năm 2014:
1. Rodriguezia antioquiana Kraenzl - Colombia
2. Rodriguezia arevaloi Schltr. - Colombia
3. Rodriguezia bahiensis Rchb.f. - Brazil
4. Rodriguezia batemanii Poepp. & Endl. - Venezuela, Ecuador, Brazil, Peru
5. Rodriguezia bifolia Barb.Rodr - Rio de Janeiro
6. Rodriguezia bockiae D.E.Benn. & Christenson - Peru
7. Rodriguezia brachystachys Rchb.f. & Warm. in H.G.Reichenbach - Minas Gerais
8. Rodriguezia bracteata (Vell.) Hoehne - Brazil
9. Rodriguezia bungerothii Rchb.f. - Colombia, Venezuela
10. Rodriguezia caloplectron Rchb.f. - Colombia, Peru
11. Rodriguezia candelariae Kraenzl - Costa Rica
12. Rodriguezia candida Bateman ex Lindl. - Venezuela, Brazil, French Guiana, Suriname
13. Rodriguezia carnea Lindl. - Venezuela, Ecuador, Brazil, Peru
14. Rodriguezia chasei Dodson & D.E.Benn. - Ecuador, Peru
15. Rodriguezia chimorensis Dodson & R.Vásquez - Bolivia
16. Rodriguezia cinnabarina H.G.Jones - Guyana
17. Rodriguezia claudiae Chiron - Peru
18. Rodriguezia compacta Schltr. - Costa Rica, Nicaragua, Panama
19. Rodriguezia cuentillensis Kraenzl. - Colombia
20. Rodriguezia decora (Lem.) Rchb.f. - Brazil, Argentina, Paraguay
21. Rodriguezia delcastilloi D.E.Benn. & Christenson - Peru
22. Rodriguezia dressleriana R.González - Nayarit, Jalisco
23. Rodriguezia ensiformis Ruiz & Pav. - Peru
24. Rodriguezia fernandezii Dodson & D.E.Benn. - Peru
25. Rodriguezia granadensis (Lindl.) Rchb.f. - Colombia
26. Rodriguezia huebneri Schltr. - Brazil
27. Rodriguezia × kayasimae V.T.Rodrigues & Vinhos - São Paulo (R. decora × R. obtusifolia)
28. Rodriguezia lanceolata Ruiz & Pav. - St. Vincent, Trinidad, Panama, Colombia, Venezuela, the Guianas, Peru, Ecuador, Brazil
29. Rodriguezia leeana Rchb.f. - Venezuela, Ecuador, Brazil
30. Rodriguezia lehmannii Rchb.f. - Colombia, Ecuador
31. Rodriguezia leucantha Barb.Rodr. - Espírito Santo, Rio de Janeiro
32. Rodriguezia limae Brade - Espírito Santo, Rio de Janeiro
33. Rodriguezia luteola N.E.Br. - Guyana, Brazil
34. Rodriguezia macrantha Schltr. - Colombia
35. Rodriguezia negrensis (Barb.Rodr.) Cogn. in C.F.P.von Martius & auct. suc. - Brazil
36. Rodriguezia obtusifolia (Lindl.) Rchb.f. - Brazil
37. Rodriguezia pardina Rchb.f. - Espírito Santo
38. Rodriguezia pubescens (Lindl.) Rchb.f. - Brazil
39. Rodriguezia pulcherrima Bogarín, Pupulin & H.Medina - Ecuador
40. Rodriguezia pulchra Løjtnant - Ecuador, Peru
41. Rodriguezia refracta (Lindl. ex Linden) Rchb.f. - Ecuador, Peru
42. Rodriguezia ricii R.Vásquez & Dodson - Bolivia
43. Rodriguezia rigida (Lindl.) Rchb.f. - Brazil
44. Rodriguezia satipoana Dodson & D.E.Benn. - Peru
45. Rodriguezia sticta M.W.Chase - Espírito Santo, Minas Gerais, Rio de Janeiro
46. Rodriguezia strobelii Garay - Ecuador, Peru
47. Rodriguezia sucrei Braga - Rio de Janeiro
48. Rodriguezia vasquezii Dodson - Bolivia
49. Rodriguezia venusta (Lindl.) Rchb.f. - Guyana, Suriname, Venezuela, Ecuador, Brazil

## Hình ảnh

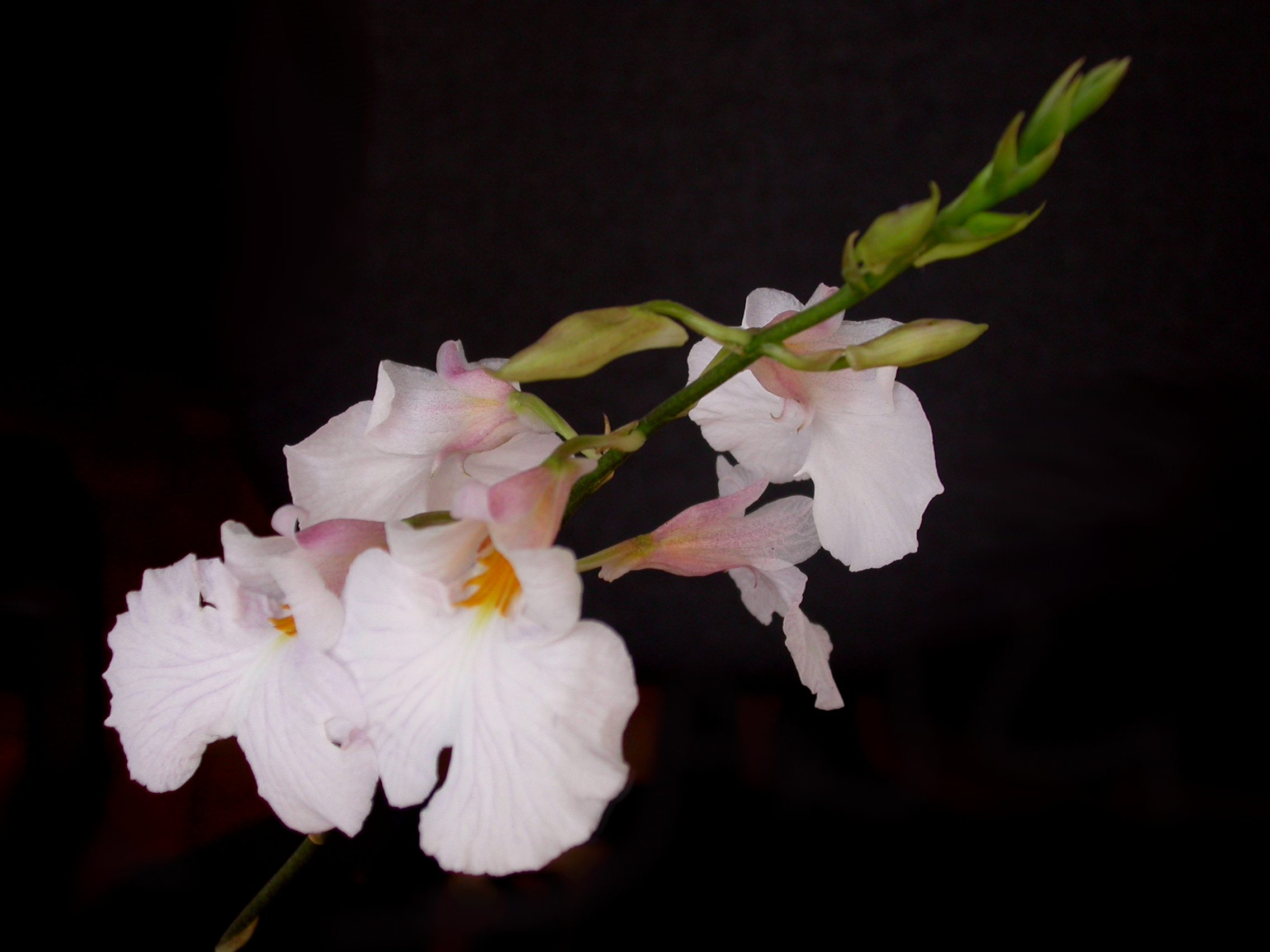
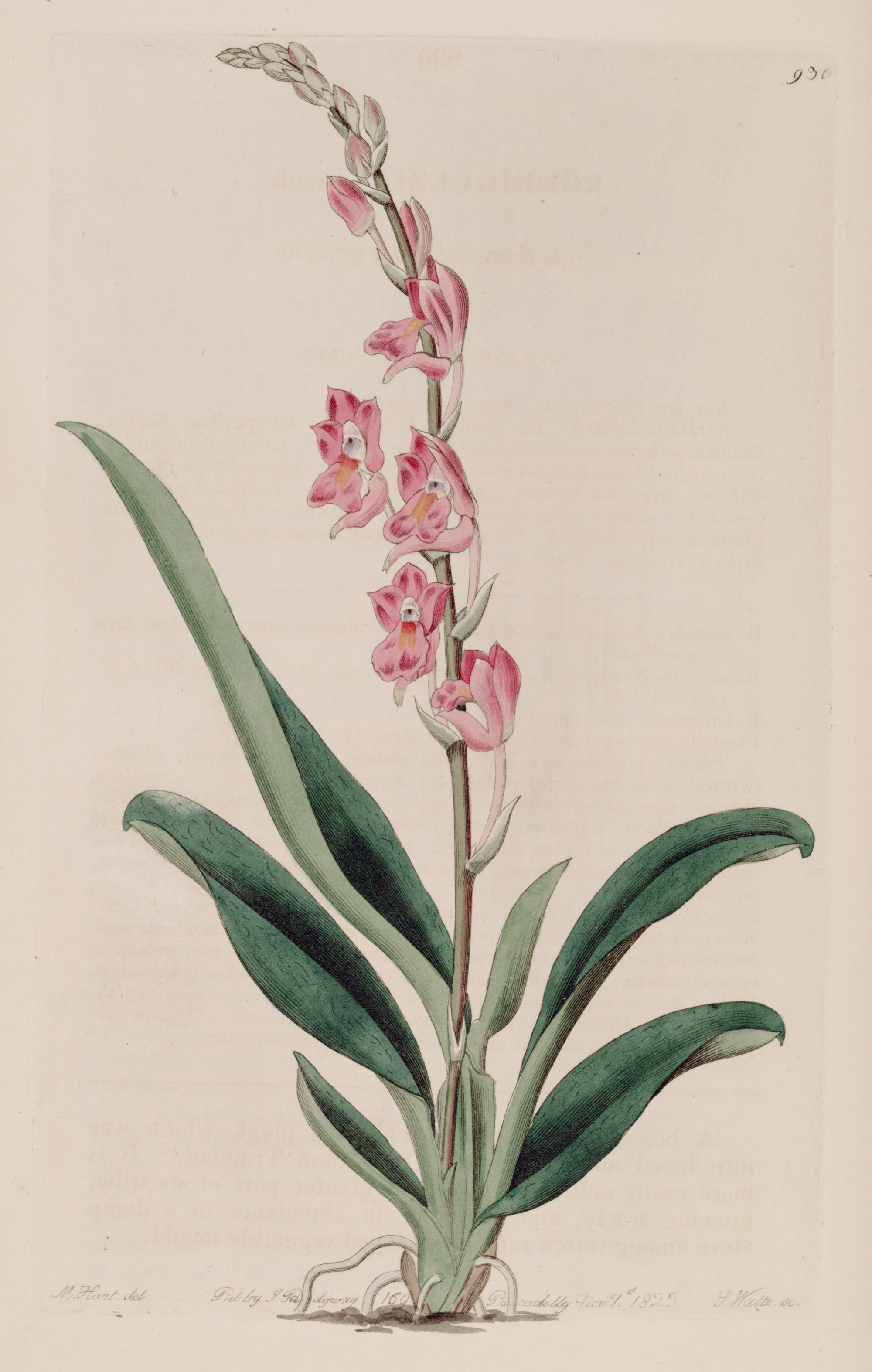